# David van der Brügge
David van der Brügge, auch von der Brügge, van der Brugge (* 1630 in Lübeck; † 19. April 1688 ebenda) war ein deutscher Pädagoge und Bibliothekar.

## Leben
David van der Brugge wurde 1645 an der Universität Rostock immatrikuliert. 1664 berief ihn der Rat der Hansestadt Lübeck als Nachfolger des zum Konrektor aufgerückten Johann Polz zum Subrektor am Katharineum zu Lübeck. Mit dieser Stelle war zugleich die Leitung der Stadtbibliothek verbunden.
Er schrieb vor allem (neu-)lateinische Lyrik für Gelegenheits- und Personalschriften. Johann Wilhelm Petersen erlernte bei ihm lateinische Poetik.

## Werke
- Aeternitatis Album Memoriae Perennaturae Eorum Qui Bibliothec. Lubecens. Vel vivi vel Mortui Libris, Legatis, Ornamentis, locupletarunt, illustrarunt Sacrum. Lubecae: Schmalhertz [1678]

Digitalisat der SLUB Dresden